# Leioproctus subvigilans
Leioproctus subvigilans is een vliesvleugelig insect uit de familie Colletidae. De wetenschappelijke naam van de soort is voor het eerst geldig gepubliceerd in 1914 door Cockerell.